# Škoda 16E
Škoda 16E je malá dvounápravová elektrická lokomotiva, vyráběná v letech 1954–1958 a určená pro provoz na vlečkách a tramvajových tratích. Jeden ze čtyř vyrobených kusů byl v roce 1995 přestavěn na akumulátorou lokomotivu a označen řadou 103.

## Historie
Čtyři lokomotivy typu Škoda 16E byly vyrobeny podle požadavků podniků, kde měly do budoucna sloužit, v Závodech V. I. Lenina v Plzni v letech 1954 až 1958. Původně byly napájeny z troleje o stejnosměrném napětí 600 V, způsob napájení dvou z nich byl později změněn. Lokomotiva s výrobním číslem 3235/1954 byla dodána na vlečku papíren ve Větřní. Postupem času byla rekonstruována na lokomotivu dieselelektrickou a v roce 1972 sešrotována. Lokomotiva s výrobním číslem 3236/1954 sem byla také dodána, sešrotována byla ovšem již v roce 1969. Stroj s výrobním číslem 3237/1954 byl předán Dopravnímu podniku města Ostravy kde sloužil v tramvajové nákladní dopravě a údržbě tratí. Dnes se nachází ve sbírce vozidel MHD Technického muzea v Brně. Poslední stroj výrobního čísla 3713/1958 byl dodán do svitavského Technolenu, kde sloužil asi do roku 1977. V roce 1991 byl předán do lokomotivního depa Praha-Masarykovo nádraží. Zde v roce 1995 došlo k jeho rekonstrukci na lokomotivu akumulátorovou. Lokomotiva 103.001 zde sloužila až do zrušení depa v roce 2000, poté byla předána do depa v pražských Vršovicích, kde byla odstavena. O lokomotivu projevilo zájem NTM.

## Konstrukce
Lokomotiva je kapotová, se středovým věžovitým stanovištěm strojvedoucího, na obou stranách jsou snížené představky. Určena je pro provoz o stejnosměrném napětí 600 V.
Lokomotiva 103.001 je napájena z akumulátorů, které se dobíjí ze sítě třífázovým střídavým elektrickým proudem. Pohon dvojkolí je realizován pomocí hřídele z převodovky. Lokomotiva má pneumatickou přímočinnou brzdu a ruční vřetenovou brzdu.

## Provoz
Lokomotiva 103.001 se v neprovozním stavu nalézá v depu Praha-Vršovice.